# Tomás Barrios Vera
Marcelo Tomás Barrios Vera (født 10. december 1997 i Chillán, Chile) er en professionel tennisspiller fra Chile.